# Campeonato Mundial de Snowboard de 2015
O Campeonato Mundial de Snowboard de 2015 foi a décima primeira edição do Campeonato Mundial de Snowboard, um evento de snowboard organizado pela Federação Internacional de Esqui (FIS), onde os snowboarders competem pelo título de campeão mundial. A competição foi disputada entre os dias 16 de janeiro e 24 de janeiro, na cidade de Kreischberg, Áustria. Paralelamente foi realizado o  XV Campeonato Mundial de Esqui Estilo Livre. 

## Medalhistas

### Masculino
| Evento                           | Ouro                          | Prata                     | Bronze                            |
| Big air detalhes                 | Roope Tonteri · Finlândia     | Darcy Sharpe · Canadá     | Kyle Mack · Estados Unidos        |
| Halfpipe detalhes                | Scotty James · Austrália      | Zhang Yiwei · China       | Tim-Kevin Ravnjak · Eslovênia     |
| Slopestyle detalhes              | Ryan Stassel · Estados Unidos | Roope Tonteri · Finlândia | Kyle Mack · Estados Unidos        |
| Snowboard cross detalhes         | Luca Matteotti · Itália       | Kevin Hill · Canadá       | Nick Baumgartner · Estados Unidos |
| Slalom gigante paralelo detalhes | Andrei Sobolev · Rússia       | Žan Košir · Eslovênia     | Benjamin Karl · Áustria           |
| Slalom paralelo detalhes         | Roland Fischnaller · Itália   | Andrei Sobolev · Rússia   | Rok Marguč · Eslovênia            |

### Feminino
| Evento                           | Ouro                                | Prata                        | Bronze                       |
| Big air detalhes                 | Elena Könz · Suíça                  | Merika Enne · Finlândia      | Sina Candrian · Suíça        |
| Halfpipe detalhes                | Cai Xuetong · China                 | Queralt Castellet · Espanha  | Clémence Grimal · França     |
| Slopestyle detalhes              | Miyabi Onitsuka · Japão             | Anna Gasser · Áustria        | Klaudia Medlová · Eslováquia |
| Snowboard cross detalhes         | Lindsey Jacobellis · Estados Unidos | Nelly Moenne Loccoz · França | Michela Moioli · Itália      |
| Slalom gigante paralelo detalhes | Claudia Riegler · Áustria           | Aliona Zavarzina · Rússia    | Tomoka Takeuchi · Japão      |
| Slalom paralelo detalhes         | Ester Ledecká · Chéquia             | Julia Dujmovits · Áustria    | Marion Kreiner · Áustria     |

## Quadro de medalhas
| Ordem | País           | Medalha de ouro | Medalha de prata | Medalha de bronze |    | Ordem por total |
| ----- | -------------- | --------------- | ---------------- | ----------------- | -- | --------------- |
| 1     | Estados Unidos | 2               |                  | 3                 | 5  | 1               |
| 2     | Itália         | 2               |                  | 1                 | 3  | 3               |
| 3     | Áustria        | 1               | 2                | 2                 | 5  | 1               |
| 4     | Finlândia      | 1               | 2                |                   | 3  | 3               |
| 4     | Rússia         | 1               | 2                |                   | 3  | 3               |
| 6     | China          | 1               | 1                |                   | 2  | 7               |
| 7     | Japão          | 1               |                  | 1                 | 2  | 7               |
| 7     | Suíça          | 1               |                  | 1                 | 2  | 7               |
| 9     | Austrália      | 1               |                  |                   | 1  | 12              |
| 9     | Chéquia        | 1               |                  |                   | 1  | 12              |
| 11    | Canadá         |                 | 2                |                   | 2  | 7               |
| 12    | Eslovénia      |                 | 1                | 2                 | 3  | 3               |
| 13    | França         |                 | 1                | 1                 | 2  | 7               |
| 14    | Espanha        |                 | 1                |                   | 1  | 12              |
| 15    | Eslováquia     |                 |                  | 1                 | 1  | 12              |
| TOTAL | TOTAL          | 12              | 12               | 12                | 36 | —               |